# Фусекі

Фрагмент фусекі з партії професіоналів. Пронумеровані ходи в правому верхньому куті утворюють дзьосекі (насправді в партії вони були зіграні не в такій послідовності). Чорні намагаються побудувати мойо в правій частині дошки.

Фусекі (яп. 布石（ふせき）) — початкова стадія гри в го.
Фусекі завершується і гра переходить у серединну стадію, як вважається, тоді, коли утворюється перша слабка група каменів.
На відміну від характерних для багатьох інших настільних ігор дебютів у го не існує строгих послідовностей ходів, які потрібно завчити для успішної гри. Причиною є те, що дерево гри в го дуже швидко розгалужується, а камінь, поставлений на початку дещо інакше, сильно міняє позицію, приводячи до зовсім іншої гри. Тому в фусекі гравці орієнтуються на основні принципи розвитку, готуючи свої сили для боротьби в середині партії.
Ходи в фусекі зазвичай не є сенте, оскільки відсутність слабких груп не вимагає обов'язкової відповіді від супротивника.

## Розіграш кутів
Здебільшого першими ходами гравці займають кути дошки. В кутах найлегше побудувати живі групи. Однак, іноді починають з центрального пункта дошки (тенґена). Після кутів розіграш переміщується на сторони, боротьба за центр зазвичай проходить уже в середині партії.
Один камінь у кутку забезпечує гравцю плацдарм, однак лише при грі в пункт 3х3 (сан-сан) гравцю більш-менш надійно забезпечується територія в кутку. Надійніше утримує кут побудова з двох каменів (сімарі). Щоб завадити утворенню сімарі, супротивник ставить свій камінь поблизу (какарі). Після цього гравці здебільшого розігрують один із стандартних варіантів, які, як вважається, дають їм приблизно рівні локальні позиції (дзьосекі).
Початкові ходи в кутку мають спеціальні назви. Хід у пункт 3х3, відраховуючи від краю дошки називається сан-сан, хід у пункт 4х3 — комоку, хід у пункт 4х4 — хосі. Іноді граються ходи в пункти 3х5 (мокухазусі) чи 4x5 (такамоку).

## Дилема високих і низьких ходів
Чим далі камінь від краю дошки, тим гірше він утримує територію. Зігравши хосі, мокухазусі чи такамоку, гравець ніби запрошує супротивника ввійти в кут, сподіваючись заточити його там і отримати вплив у обмін на територію.
Загалом рекомендується балансувати кількість ходів на третю й четверту лінію. Камінь на третій ліній краще тримає територію, але далі від поля битви в середині гри, а тому менше допомагає іншим каменям в боротьбі. Камінь на четвертій лінії краще допомагає в битвах, але територію утримує набагато гірше. В го є прислів'я, що друга лінія — лінія поразки, третя лінія — лінія території, четверта лінія — лінія впливу.

## Закінчення фусекі
Після розиграшу кутів гра переміщається на сторони. Гравці намагаються займати важливі пункти на дошці (оба), розділяючи дошку на сфери впливу. Після того, як оба розіграні, одному з гравців доводиться розпочинати операцію зі зменшення сфери впливу супротивника. При цьому утворюються слабкі групи, і починається стадія тактичної боротьби середини гри.